# Timbaler del Bruc
El timbaler del Bruc és una llegenda formada a partir de fets ocorreguts el 1808 durant la guerra del Francès basant-se en la personalitat històrica d'Isidre Lluçà i Casanoves (amb grafia històrica: Isidre Llussà i Casanoves), nascut a Santpedor (Bages) l'11 de març de 1791 i mort el 6 d'abril de 1809, a qui s'atribueix la personalitat real del timbaler.

## Fets històrics
El 9 de febrer de 1808 el general de l'exèrcit napoleònic Philippe Guillaume Duhesme, entrà a Catalunya pel pas de la Jonquera i a mitjans de febrer ja havia arribat a Barcelona. Els francesos passaren a governar Catalunya i aquesta entrà en una crisi econòmica principalment per la interrupció del comerç amb Amèrica (a Manresa, per exemple, es repartiren 3.400 i 3.500 racions diàries de "sopa econòmica").
Això junt amb l'animadversió a les idees anticlericals i revolucionàries que representaven la França d'aquella època expliquen la tenaç resistència dels catalans al nou règim francès.
El 4 de juny de 1808 una columna francesa dirigida pel general Schwartz sortí de Barcelona en direcció a Lleida i Saragossa amb ordres de castigar Manresa i Igualada, la primera per la crema del paper segellat i l'altra per la seva situació estratègica en el camí ral. Els efectius francesos eren de 3.800 homes, bàsicament italians i suïssos. El 6 de juny començà la Primera batalla del Bruc.
L'exèrcit espanyol era en part professional amb combatents també suïssos dirigits pel tinent suís Franz Krutter Grotz i en part voluntaris dels sometents catalans de Manresa, Igualada, Tàrrega i rodalia i en total eren uns 2.000 homes. L'exèrcit francès va ser vençut en una emboscada i 300 dels seus homes van morir.
El 14 de juny de 1808 va tenir lloc la segona batalla del Bruc molt més important des del punt de vista militar i on el factor sorpresa ja no hi era i les forces franceses eren molt més importants i les dirigia el general Joseph Chabran que era més experimentat. Els francesos arribaren al Bruc per dues columnes s'enfrontaren a les forces regulars (uns 1.500 soldats) i sometents dirigides per Joan Baget dels terços de Lleida i de Tàrrega a més dels regiments suïssos. L'artilleria espanyola va decidir la batalla en favor seu.

## La llegenda del Timbaler del Bruc
La importància de les batalles del Bruc és que van trencar amb el mite de la imbatibilitat de l'exèrcit de Napoleó.
El Diari de Manresa de 26 de setembre de 1808 explica els fets d'una manera (només amb les seves pròpies forces, sense cavalleria, artilleria ni cap militar que els dirigís...) que seria l'embrió de la creació de la llegenda respecte a la lluita d'un poble desarmat enfront del gran exèrcit invasor. Ja l'any 1809 l'historiador Cabanes escriu sobre un minyó de Santpedor erigit en general en xefe i posteriorment es va dir que era n'Isidre Lluçà i Casanoves que utilitzava un tambor de les confraries.
La llegenda explica que la reverberació del so del tambor en xocar amb les parets de Montserrat va fer creure que el nombre de soldats catalans era molt superior al que realment hi havia.
El timbaler del Bruc té diversos monuments al Bruc, a Santpedor i a Barcelona. El monument situat al Bruc està declarat com a Bé Cultural d'Interès Nacional.

### Revisió
La llegenda sembla tenir una base real, atès que en una notícia del Diario de Manresa del 29 de novembre del 1808 es diu "que va desfilar el famós tambor del Bruc" en una festa a Santpedor. De totes maneres, es considera que la victòria del Bruc va ser deguda fonamentalment a l'atac per sorpresa dels sometents emboscats contra les tropes franceses, que es van veure obligats a dispersar-se per la muntanya, on van ser perseguides fins Esparreguera, amb un total de 400 baixes franceses sobre una divisió de 3.800 homes. La possible arribada del timbaler hauria estat òbviament posterior a l'atac per sorpresa, i el seu paper en el desenllaç de la batalla hauria estat realment poc rellevant.
També hi ha dubtes sobre la identificació d'Isidre Lluçà com el timbaler del Bruc, atès que en el moment de la batalla ja tenia 17 anys i, per tant, hauria pres part en la lluita.

## Obres inspirades en el timbaler
- El noi del timbal (2018), de Xavier Margenat
- El timbaler del Bruc (2016), de Montserrat Andrés i Casamiquela
- El tambor del Bruc. Leyenda basada en la narración histórica (1999), Jordi Vila Descós
- El tambor del Bruch (1960). Maria Dolores Garcia Lomas
- Disc - còmic El timbaler del Bruch (1959), de Josep Maria Espinàs i Josep Casas Augé (Disponible a Youtube {{format ref}} https://youtu.be/oB2vPpdH8xM)
- Monument a la batalla del Bruc (1952)